# Horcajo de Santiago
Horcajo de Santiago là một đô thị trong tỉnh Cuenca, cộng đồng tự trị Castile-La Mancha Tây Ban Nha. Đô thị này có diện tích là 96,03 ki-lô-mét vuông, dân số năm 2009 là 4268 người với mật độ 44,44 người/km². Đô thị này có cự ly 110 km so với Madrid.